# 僖負羈
僖負羈（？—？），又名釐負羈，中國春秋時代曹國大夫。

## 接待重耳
前637年，晉國公子重耳流亡過境曹國。曹共公不以禮對待重耳，又在重耳洗澡時偷窺他。僖負羈勸阻曹共公，但不被採納。僖負羈的妻子認為重耳會回到晉國取得政權，將來一定會討伐曹國報仇，建議丈夫私下接待重耳等人，以免將來得禍。僖負羈自行接待重耳，又贈送一塊璧玉給他。重耳接受了款待，但沒有收下璧玉。
後來重耳回到晉國即位為君，是為晉文公。

## 伐曹
前632年，晉文公率軍入侵曹國，俘虜了曹共公。晉文公指責曹共公用做官乘軒者达三百人，而不肯聽取僖負羈的勸諫。他下令軍隊不得侵犯僖負羈及其家人，以報答過境時僖負羈的款待。晉文公的兩名部將魏犨和顛頡對晉文公約束他們感到不滿，擅自進攻僖負羈，並縱火燒掉他的家。魏犨在進攻中受傷。晉文公知道事件後，打算處死兩人。魏犨因為勇力過人而得到赦免，顛頡則被殺。
在小說《東周列國志》中，僖負羈在這次事件中罹難。